# Lijst van steden in België
Dit is een lijst van steden in België, alfabetisch gerangschikt. Een stad in België is een gemeente die bij koninklijk besluit, bij wet of bij decreet de stadstitel draagt.

## Situering
Een stad had in de middeleeuwen bepaalde voorrechten ten opzichte van de omliggende dorpen. Na het verkrijgen van stadsrechten door de plaatselijke landheer mocht zij bijvoorbeeld jaarmarkten organiseren, tolgeld heffen en werden er versterkingen gebouwd. In de Franse tijd werd dit voorrecht afgeschaft en omgezet in een stadstitel. Dit gebeurde door het Decreet van 10 Brumaire van het jaar II (31 oktober 1793). Een aantal steden verloren ook hun stadstitel.
Ten tijde van het Verenigd Koninkrijk der Nederlanden kregen sommige gemeenten hun verloren stadstitel terug. Op 30 mei 1825 verscheen er een koninklijk besluit waarin alle steden vermeld stonden die op dat moment de stadstitel droegen. Voor het grondgebied van het latere België ging het om zesentachtig steden. Gedurende 150 jaar veranderde er niets meer aan de lijst uit 1825, behalve het toevoegen van de steden Eupen, Sankt Vith en Malmedy, die tot 1919 bij Duitsland behoorden. 
Bij de gemeentelijke herinrichting van 1977 verloren Gosselies en Waasten hun stadstitel, aangezien ze opgingen in een groter geheel. Gosselies werd deel van de stad Charleroi, terwijl Waasten fuseerde tot Komen-Waasten. Die fusiegemeente mocht zich vanaf 1982 stad noemen. Vanaf 1977 hebben gemeenten namelijk de kans om een stadstitel aan te vragen. Die aanvraag kan worden gefundeerd op historische redenen (steden die de stadstitel verloren tijdens Franse tijd of gemeenten die een belangrijke rol speelden in de middeleeuwen) of op de huidige centrumfunctie die een gemeente vervult. Heel wat gemeenten maakten van deze gelegenheid gebruik en verkregen tussen 1982 en 2000 de stadstitel via een wet. Sinds 2001 is dit een gewestbevoegdheid; Herstal kreeg in 2009 haar stadstitel bij decreet.
| Arrondissement    | Stad                       | Provincie       | Gewest                         | Inwoners (2020) | Franse naam            | Duitse naam          | Jaar koninklijk besluit/decreet | Jaar stadsrechten         |
| ----------------- | -------------------------- | --------------- | ------------------------------ | --------------- | ---------------------- | -------------------- | ------------------------------- | ------------------------- |
| Aalst             | Aalst                      | Oost-Vlaanderen | Vlaanderen                     | 87.332          | Alost                  |                      | 1825                            | 1174                      |
| Leuven            | Aarschot                   | Vlaams-Brabant  | Vlaanderen                     | 30.183          |                        |                      | 1825                            | 1194                      |
| Aarlen            | Aarlen                     | Luxemburg       | Wallonië                       | 30.081          | Arlon                  | Arel                 | 1825                            |                           |
| Aat               | Aat                        | Henegouwen      | Wallonië                       | 29.494          | Ath                    |                      | 1825                            | 1166                      |
| Namen             | Andenne                    | Namen           | Wallonië                       | 27.573          |                        |                      | 1825                            |                           |
| Luik              | Ans                        | Luik            | Wallonië                       | 28.598          |                        |                      | 2021                            | 2021                      |
| Doornik           | Antoing                    | Henegouwen      | Wallonië                       | 7.714           |                        |                      | 1825                            | 1817 (titel)              |
| Antwerpen         | Antwerpen                  | Antwerpen       | Vlaanderen                     | 529.247         | Anvers                 |                      | 1825                            | 1221                      |
| Aarlen            | Aubange                    | Luxemburg       | Wallonië                       | 17.146          |                        |                      | 2018                            |                           |
|                   |                            |                 |                                |                 |                        |                      |                                 |                           |
| Bastenaken        | Bastenaken                 | Luxemburg       | Wallonië                       | 16.276          | Bastogne               |                      | 1825                            | 1332                      |
| Thuin             | Beaumont                   | Henegouwen      | Wallonië                       | 7.165           |                        |                      | 1825                            |                           |
| Dinant            | Beauraing                  | Namen           | Wallonië                       | 9.157           |                        |                      | 1985                            |                           |
| Bergen            | Bergen                     | Henegouwen      | Wallonië                       | 95.887          | Mons                   | Bergen               | 1825                            |                           |
| Hasselt           | Beringen                   | Limburg         | Vlaanderen                     | 46.598          |                        |                      | 1985                            | 1239                      |
| Tongeren          | Bilzen                     | Limburg         | Vlaanderen                     | 32.477          |                        |                      | 1985                            | 1386                      |
| Thuin             | Binche                     | Henegouwen      | Wallonië                       | 33.448          |                        |                      | 1825                            |                           |
| Brugge            | Blankenberge               | West-Vlaanderen | Vlaanderen                     | 20.463          |                        |                      | 1985                            | 1270                      |
| Tongeren          | Borgloon                   | Limburg         | Vlaanderen                     | 11.010          | Looz                   |                      | 1985                            | omstreeks 1200            |
| Borgworm          | Borgworm                   | Luik            | Wallonië                       | 15.444          | Waremme                |                      | 1985                            |                           |
| Neufchâteau       | Bouillon                   | Luxemburg       | Wallonië                       | 5.427           |                        |                      | 1825                            |                           |
| Maaseik           | Bree                       | Limburg         | Vlaanderen                     | 16.169          |                        |                      | 1985                            | 1386                      |
| Brugge            | Brugge                     | West-Vlaanderen | Vlaanderen                     | 118.656         | Bruges                 | Brügge               | 1825                            | 1128                      |
| Brussel-Hoofdstad | Brussel                    |                 | Brussels Hoofdstedelijk Gewest | 185.103         | Bruxelles              | Brüssel              | 1825                            | 1229                      |
| Charleroi         | Charleroi                  | Henegouwen      | Wallonië                       | 202.746         |                        |                      | 1825                            |                           |
| Charleroi         | Châtelet                   | Henegouwen      | Wallonië                       | 35.668          |                        |                      | 1825                            |                           |
| Aat               | Chièvres                   | Henegouwen      | Wallonië                       | 6.925           |                        |                      | 1825                            |                           |
| Thuin             | Chimay                     | Henegouwen      | Wallonië                       | 9.726           |                        |                      | 1825                            |                           |
| Virton            | Chiny                      | Luxemburg       | Wallonië                       | 5.226           |                        |                      | 1825                            |                           |
| Dinant            | Ciney                      | Namen           | Wallonië                       | 16.706          |                        |                      | 1985                            |                           |
| Philippeville     | Couvin                     | Namen           | Wallonië                       | 13.838          |                        |                      | 1985                            |                           |
| Brugge            | Damme                      | West-Vlaanderen | Vlaanderen                     | 11.019          |                        |                      | 1985                            | 1180                      |
| Gent              | Deinze                     | Oost-Vlaanderen | Vlaanderen                     | 43.580          |                        |                      | 1825                            | 1241                      |
| Dendermonde       | Dendermonde                | Oost-Vlaanderen | Vlaanderen                     | 45.870          | Termonde               |                      | 1825                            | 1233                      |
| Leuven            | Diest                      | Vlaams-Brabant  | Vlaanderen                     | 24.234          |                        |                      | 1825                            | 1229                      |
| Diksmuide         | Diksmuide                  | West-Vlaanderen | Vlaanderen                     | 16.843          | Dixmude                |                      | 1825                            | 12e eeuw                  |
| Maaseik           | Dilsen-Stokkem             | Limburg         | Vlaanderen                     | 20.693          |                        |                      | 1987                            | 1244 (Stokkem)            |
| Dinant            | Dinant                     | Namen           | Wallonië                       | 13.374          |                        |                      | 1825                            |                           |
| Doornik           | Doornik                    | Henegouwen      | Wallonië                       | 69.083          | Tournai                |                      | 1825                            |                           |
| Marche-en-Famenne | Durbuy                     | Luxemburg       | Wallonië                       | 11.458          |                        |                      | 1825                            | 1331                      |
| Zinnik            | Edingen                    | Henegouwen      | Wallonië                       | 14.061          | Enghien                |                      | 1825                            |                           |
| Eeklo             | Eeklo                      | Oost-Vlaanderen | Vlaanderen                     | 21.285          |                        |                      | 1825                            | 1240                      |
| Verviers          | Eupen                      | Luik            | Wallonië                       | 19.762          | Eupen/Néau (verouderd) |                      | 1808                            | 1808 (titel)              |
| Charleroi         | Fleurus                    | Henegouwen      | Wallonië                       | 23.056          |                        |                      | 1982                            |                           |
| Virton            | Florenville                | Luxemburg       | Wallonië                       | 5.594           |                        |                      | 1997                            |                           |
| Charleroi         | Fontaine-l'Evêque          | Henegouwen      | Wallonië                       | 17.838          |                        |                      | 1825                            |                           |
| Namen             | Fosses-la-Ville            | Namen           | Wallonië                       | 10.469          |                        |                      | 1825                            |                           |
| Turnhout          | Geel                       | Antwerpen       | Vlaanderen                     | 40.709          |                        |                      | 1985                            |                           |
| Nijvel            | Geldenaken                 | Waals-Brabant   | Wallonië                       | 14.357          | Jodoigne               |                      | 1985                            |                           |
| Namen             | Gembloers                  | Namen           | Wallonië                       | 26.141          | Gembloux               |                      | 1985                            |                           |
| Nijvel            | Genepiën                   | Waals-Brabant   | Wallonië                       | 15.560          | Genappe                |                      | 1985                            |                           |
| Hasselt           | Genk                       | Limburg         | Vlaanderen                     | 66.447          |                        |                      | 1999                            |                           |
| Gent              | Gent                       | Oost-Vlaanderen | Vlaanderen                     | 263.927         | Gand                   |                      | 1825                            | 1178                      |
| Aalst             | Geraardsbergen             | Oost-Vlaanderen | Vlaanderen                     | 33.649          | Grammont               |                      | 1825                            | 1068                      |
| Oostende          | Gistel                     | West-Vlaanderen | Vlaanderen                     | 12.166          |                        |                      | 1985                            | 13e eeuw                  |
| Zinnik            | 's-Gravenbrakel            | Henegouwen      | Wallonië                       | 22.062          | Braine-le-Comte        |                      | 1825                            |                           |
| Hasselt           | Halen                      | Limburg         | Vlaanderen                     | 9.485           |                        |                      | 1985                            | 1206                      |
| Halle-Vilvoorde   | Halle                      | Vlaams-Brabant  | Vlaanderen                     | 40.182          | Hal                    |                      | 1825                            | 1225                      |
| Maaseik           | Hamont-Achel               | Limburg         | Vlaanderen                     | 14.299          |                        |                      | 1985                            | 14e eeuw (Hamont)         |
| Borgworm          | Hannuit                    | Luik            | Wallonië                       | 16.685          | Hannut                 |                      | 1985                            |                           |
| Kortrijk          | Harelbeke                  | West-Vlaanderen | Vlaanderen                     | 28.502          |                        |                      | 1985                            | 1153                      |
| Hasselt           | Hasselt                    | Limburg         | Vlaanderen                     | 78.714          |                        |                      | 1825                            | 13e eeuw                  |
| Turnhout          | Herentals                  | Antwerpen       | Vlaanderen                     | 28.272          |                        |                      | 1985                            | 1209                      |
| Hasselt           | Herk-de-Stad               | Limburg         | Vlaanderen                     | 12.650          | Herck-la-Ville         |                      | 1985                            | 1386                      |
| Luik              | Herstal                    | Luik            | Wallonië                       | 40.190          |                        |                      | 2009                            |                           |
| Verviers          | Herve                      | Luik            | Wallonië                       | 17.620          |                        |                      | 1825                            |                           |
| Hoei              | Hoei                       | Luik            | Wallonië                       | 21.238          | Huy                    |                      | 1825                            | 1066                      |
| Turnhout          | Hoogstraten                | Antwerpen       | Vlaanderen                     | 21.424          |                        |                      | 1985                            | 1210                      |
| Bastenaken        | Houffalize                 | Luxemburg       | Wallonië                       | 5.207           |                        |                      | 1825                            |                           |
| Ieper             | Ieper                      | West-Vlaanderen | Vlaanderen                     | 34.995          | Ypres                  | Ypern                | 1825                            | 1174                      |
| Roeselare         | Izegem                     | West-Vlaanderen | Vlaanderen                     | 28.322          |                        |                      | 1825                            | 1817 (titel)              |
| Moeskroen         | Komen-Waasten              | Henegouwen      | Wallonië                       | 18.058          | Comines-Warneton       |                      | 1982                            |                           |
| Kortrijk          | Kortrijk                   | West-Vlaanderen | Vlaanderen                     | 77.109          | Courtrai               |                      | 1825                            | 1127                      |
| Zinnik            | La Louvière                | Henegouwen      | Wallonië                       | 81.138          |                        |                      | 1985                            |                           |
| Marche-en-Famenne | La Roche-en-Ardenne        | Luxemburg       | Wallonië                       | 4.192           |                        |                      | 1825                            |                           |
| Leuven            | Landen                     | Vlaams-Brabant  | Vlaanderen                     | 16.096          |                        |                      | 1985                            | 1211                      |
| Zinnik            | Le Rœulx                   | Henegouwen      | Wallonië                       | 8.735           |                        |                      | 1825                            |                           |
| Zinnik            | Lessen                     | Henegouwen      | Wallonië                       | 18.746          | Lessines               |                      | 1825                            |                           |
| Doornik           | Leuze-en-Hainaut           | Henegouwen      | Wallonië                       | 13.941          |                        |                      | 1825                            |                           |
| Leuven            | Leuven                     | Vlaams-Brabant  | Vlaanderen                     | 102.275         | Louvain                | Löwen                | 1825                            | 1211                      |
| Neufchâteau       | Libramont-Chevigny         | Luxemburg       | Wallonië                       | 11.972          |                        |                      | 2025                            |                           |
| Mechelen          | Lier                       | Antwerpen       | Vlaanderen                     | 36.646          | Lierre                 |                      | 1825                            | 1212                      |
| Verviers          | Limburg                    | Luik            | Wallonië                       | 5.905           | Limbourg               |                      | 1825                            |                           |
| Diksmuide         | Lo-Reninge                 | West-Vlaanderen | Vlaanderen                     | 3.290           |                        |                      | 1985                            |                           |
| Sint-Niklaas      | Lokeren                    | Oost-Vlaanderen | Vlaanderen                     | 42.044          | Locres                 |                      | 1825                            | 1804 (titel)              |
| Maaseik           | Lommel                     | Limburg         | Vlaanderen                     | 34.245          |                        |                      | 1990                            |                           |
| Luik              | Luik                       | Luik            | Wallonië                       | 197.217         | Liège                  | Lüttich              | 1825                            |                           |
| Maaseik           | Maaseik                    | Limburg         | Vlaanderen                     | 25.310          |                        |                      | 1825                            | 1244                      |
| Verviers          | Malmedy                    | Luik            | Wallonië                       | 12.797          |                        | Malmund              | 1985                            |                           |
| Marche-en-Famenne | Marche-en-Famenne          | Luxemburg       | Wallonië                       | 17.591          |                        |                      | 1825                            |                           |
| Mechelen          | Mechelen                   | Antwerpen       | Vlaanderen                     | 86.921          | Malines                | Mecheln              | 1825                            | 1301                      |
| Kortrijk          | Menen                      | West-Vlaanderen | Vlaanderen                     | 33.540          | Menin                  |                      | 1825                            | 1351                      |
| Ieper             | Mesen                      | West-Vlaanderen | Vlaanderen                     | 1.047           | Messines               |                      | 1985                            |                           |
| Moeskroen         | Moeskroen                  | Henegouwen      | Wallonië                       | 58.767          | Mouscron               |                      | 1986                            |                           |
| Antwerpen         | Mortsel                    | Antwerpen       | Vlaanderen                     | 26.157          |                        |                      | 1999                            |                           |
| Namen             | Namen                      | Namen           | Wallonië                       | 111.432         | Namur                  |                      | 1825                            |                           |
| Neufchâteau       | Neufchâteau                | Luxemburg       | Wallonië                       | 7.795           |                        |                      | 1825                            |                           |
| Veurne            | Nieuwpoort                 | West-Vlaanderen | Vlaanderen                     | 11.636          | Nieuport               |                      | 1825                            | 1163                      |
| Nijvel            | Nijvel                     | Waals-Brabant   | Wallonië                       | 28.883          | Nivelles               |                      | 1825                            |                           |
| Aalst             | Ninove                     | Oost-Vlaanderen | Vlaanderen                     | 39.251          |                        |                      | 1825                            | 1339                      |
| Oostende          | Oostende                   | West-Vlaanderen | Vlaanderen                     | 71.647          | Ostende                | Ostende              | 1825                            | 1267                      |
| Nijvel            | Ottignies-Louvain-la-Neuve | Waals-Brabant   | Wallonië                       | 31.316          |                        |                      | 1982                            |                           |
| Oudenaarde        | Oudenaarde                 | Oost-Vlaanderen | Vlaanderen                     | 31.612          | Audenarde              |                      | 1825                            | 1189                      |
| Oostende          | Oudenburg                  | West-Vlaanderen | Vlaanderen                     | 9.507           |                        |                      | 1985                            |                           |
| Maaseik           | Peer                       | Limburg         | Vlaanderen                     | 16.298          |                        |                      | 1985                            | 1367                      |
| Doornik           | Péruwelz                   | Henegouwen      | Wallonië                       | 17.120          |                        |                      | 1825                            |                           |
| Philippeville     | Philippeville              | Namen           | Wallonië                       | 9.201           |                        |                      | 1825                            |                           |
| Ieper             | Poperinge                  | West-Vlaanderen | Vlaanderen                     | 19.717          |                        |                      | 1825                            | 1147                      |
| Dinant            | Rochefort                  | Namen           | Wallonië                       | 12.571          |                        |                      | 1985                            |                           |
| Roeselare         | Roeselare                  | West-Vlaanderen | Vlaanderen                     | 63.478          | Roulers                |                      | 1825                            | 1250                      |
| Oudenaarde        | Ronse                      | Oost-Vlaanderen | Vlaanderen                     | 26.374          | Renaix                 |                      | 1825                            | 1240                      |
| Bergen            | Saint-Ghislain             | Henegouwen      | Wallonië                       | 23.428          |                        |                      | 1825                            |                           |
| Neufchâteau       | Saint-Hubert               | Luxemburg       | Wallonië                       | 5.605           |                        |                      | 1825                            |                           |
| Verviers          | Sankt Vith                 | Luik            | Wallonië                       | 9.779           | Saint-Vith             | Sankt-Vith           | 1985                            |                           |
| Leuven            | Scherpenheuvel-Zichem      | Vlaams-Brabant  | Vlaanderen                     | 23.078          | Montaigu-Zichem        |                      | 1985                            | 1605 (Zichem) + afgenomen |
| Luik              | Seraing                    | Luik            | Wallonië                       | 64.192          |                        |                      | 1999                            |                           |
| Sint-Niklaas      | Sint-Niklaas               | Oost-Vlaanderen | Vlaanderen                     | 78.531          | Saint-Nicolas          |                      | 1825                            | 1804 (titel)              |
| Hasselt           | Sint-Truiden               | Limburg         | Vlaanderen                     | 40.672          | Saint-Trond            |                      | 1825                            | 11e eeuw                  |
| Verviers          | Spa                        | Luik            | Wallonië                       | 10.149          |                        |                      | 2018                            | 1594                      |
| Verviers          | Stavelot                   | Luik            | Wallonië                       | 7.153           |                        |                      | 1825                            |                           |
| Thuin             | Thuin                      | Henegouwen      | Wallonië                       | 14.703          |                        |                      | 1825                            |                           |
| Tielt             | Tielt                      | West-Vlaanderen | Vlaanderen                     | 20.603          |                        |                      | 1825                            | 1245                      |
| Leuven            | Tienen                     | Vlaams-Brabant  | Vlaanderen                     | 35.293          | Tirlemont              |                      | 1825                            | 1243                      |
| Tongeren          | Tongeren                   | Limburg         | Vlaanderen                     | 31.142          | Tongres                | Tongern              | 1825                            |                           |
| Nijvel            | Tubeke                     | Waals-Brabant   | Wallonië                       | 26.656          | Tubize                 |                      | 2017                            |                           |
| Brugge            | Torhout                    | West-Vlaanderen | Vlaanderen                     | 20.467          |                        |                      | 1825                            | 1183                      |
| Turnhout          | Turnhout                   | Antwerpen       | Vlaanderen                     | 45.280          |                        |                      | 1825                            | 1212                      |
| Verviers          | Verviers                   | Luik            | Wallonië                       | 55.290          |                        | Velwisch (verouderd) | 1825                            |                           |
| Veurne            | Veurne                     | West-Vlaanderen | Vlaanderen                     | 12.094          | Furnes                 |                      | 1825                            | 12e eeuw                  |
| Halle-Vilvoorde   | Vilvoorde                  | Vlaams-Brabant  | Vlaanderen                     | 45.495          | Vilvorde               |                      | 1985                            | 1192 + afgenomen          |
| Virton            | Virton                     | Luxemburg       | Wallonië                       | 11.341          |                        |                      | 1825                            |                           |
| Philippeville     | Walcourt                   | Namen           | Wallonië                       | 18.407          |                        |                      | 1985                            |                           |
| Kortrijk          | Waregem                    | West-Vlaanderen | Vlaanderen                     | 38.350          |                        |                      | 1999                            |                           |
| Nijvel            | Waver                      | Waals-Brabant   | Wallonië                       | 34.748          | Wavre                  | Wavre                | 1825                            |                           |
| Ieper             | Wervik                     | West-Vlaanderen | Vlaanderen                     | 18.909          |                        |                      | 1825                            |                           |
| Luik              | Wezet                      | Luik            | Wallonië                       | 17.926          | Visé                   |                      | 1825                            |                           |
| Zinnik            | Zinnik                     | Henegouwen      | Wallonië                       | 28.271          | Soignies               |                      | 1825                            |                           |
| Aalst             | Zottegem                   | Oost-Vlaanderen | Vlaanderen                     | 26.686          |                        |                      | 1985                            |                           |
| Leuven            | Zoutleeuw                  | Vlaams-Brabant  | Vlaanderen                     | 8.575           | Léau                   |                      | 1985                            | 1107 + afgenomen          |
| Namen             | Sambreville                | Namen           | Wallonië                       | 28.615          | Sambreville            |                      | 2024                            |                           |

## Voormalige steden en andere plaatsen met historische marktrechten
De meeste van deze plaatsen vormen een kleine agglomeratie rond een centraal marktplein.

### Graafschap Namen
- Floreffe
- Gosselies: stad in 1977 gefuseerd met de stad Charleroi
- Bouvignes (Namen: Bouvignes): stad in 1965 gefuseerd met de stad Dinant
- Gerpinnes (Namen: Bouvignes)
- Brogne (Namen: Bouvignes)

### Graafschap Vlaanderen
- Lombardsijde (Brugse Vrije): verdeeld tussen de stad Nieuwpoort en de gemeente Middelkerke. Het had vroeger een eigen haven en hief accijnzen.
- Hoeke (Brugse Vrije): gefuseerd met de stad Damme. Voorhaven van Brugge.
- Monnikenrede (Brugse Vrije): in de stad Damme. Voorhaven van Brugge. Volledig verdwenen.
- Kaprijke (Brugse Vrije): verloor haar stadsrechten met de Franse Revolutie.
- Watervliet (Vier Ambachten: Boekhoute): gefuseerd met Sint-Laureins.
- Boekhoute (Vier Ambachten: Boekhoute): gefuseerd met Assenede. Stad zoals Axel en Hulst in Nederland
- Assenede (Vier Ambachten: Assenede): Stad zoals Axel en Hulst in Nederland
- Nevele (Oudburg): De stad en vrijheid van Nevele viel in diskrediet tijdens de godsdienstoorlogen
- Wetteren (Dendermonde): historisch groot dorp of vlek, verkreeg nooit de stedelijke titel.
- Temse (Waas): historisch groot dorp of vlek, verkreeg nooit de stedelijke titel.
- Rupelmonde (Waas): gefuseerd met Kruibeke.
- Beveren (Beveren): historisch groot dorp of vlek, verkreeg nooit de stedelijke titel.

### Hertogdom Brabant
- Zandvliet (Antwerpen: Bergen op Zoom): gefuseerd met de stad Antwerpen. Dorp verheven tot stad tijdens de godsdienstoorlogen.
- Arendonk (Antwerpen: Turnhout): vrijheid zoals Hoogstraten en Turnhout.
- Duffel (Antwerpen: Arkel?): vrijheid in het verleden met schutters en rederijkersgilde. Groot dorp of vlek.
- Walem (Antwerpen): vrijheid. Dorp met bijzondere voorrechten zonder duidelijk marktplein.
- Mol (Antwerpen: Herentals): vlek of groot dorp met marktrechten.
- Retie (Antwerpen: Herentals): vlek of groot dorp met marktrechten.
- Westerlo (Antwerpen: Geel): vlek of groot dorp met marktrechten.
- Asse (Brussel: Asse): vrijheid.
- Merchtem (Halle-Vilvoorde: Merchtem): vrijheid.
- Tervuren (Halle-Vilvoorde): vrijheid.
- Duisburg (Halle-Vilvoorde): vrijheid. Dorp met bijzondere voorrechten zonder duidelijk marktplein.
- Overijse (Halle-Vilvoorde: Vilvoorde): vrijheid.
- Terhulpen (Halle-Vilvoorde: Terhulpen): vrijheid. Dorp met bijzondere voorrechten zonder duidelijk marktplein.
- Zichem (Leuven: Diest): gefuseerd met de stad Scherpenheuvel.